# Пјан Маурин - Гранђе (Торино)
Пјан Маурин - Гранђе је насеље у Италији у округу Торино, региону Пијемонт.
Према процени из 2011. у насељу је живело 87 становника. Насеље се налази на надморској висини од 517 м.